# Virú (província)
Virú é uma província do Peru localizada na região de La Libertad. Sua capital é a cidade de Virú.

## Distritos da província
- Chao
- Guadalupito
- Virú